# Katherine Corri Harris
Katherine Corri Harris (12 de octubre de 1890-Nueva York, 2 de mayo de 1927) fue una actriz y socialité estadounidense, apareció en varias obras de teatro y en tres películas mudas.

## Trayectoria
Hija de Sidney y Katherine Maude (de soltera, Brady), creció en la riqueza y los privilegios, siendo un producto de la alta sociedad. Estuvo casada con el conocido actor John Barrymore de 1910 a 1917. Harris apareció en dos películas de Barrymore: Nearly a King (1916) y The Lost Bridegroom (1916). En 1918, interpretó a Lily Bart en la versión cinematográfica de la novela The House of Mirth, escrita por Edith Wharton en 1905, la película fue dirigida por Albert Capellani.
Se volvió a casar en 1923 con Alfred Dallas Brache Pratt, un corredor de bolsa, en un breve matrimonio. Se casó por tercera vez en 1925, con León Orlowski, secretario de la legación polaca. Se desconoce cuándo se produjo el divorcio.
Harris murió de neumonía en 1927 en Nueva York, a los 36 años, con Barrymore junto a su cama. Fue enterrada en el cementerio Trinity Church, en Nueva York.